# Anecdote
 (décembre 2023).
Si vous disposez d'ouvrages ou d'articles de référence ou si vous connaissez des sites web de qualité traitant du thème abordé ici, merci de compléter l'article en donnant les références utiles à sa vérifiabilité et en les liant à la section « Notes et références ».

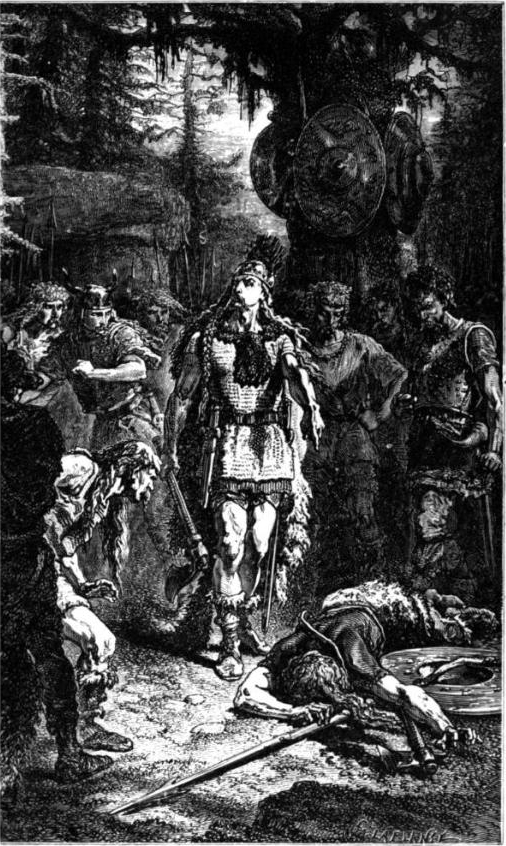
Une anecdote célèbre : le vase de Soissons.

Une anecdote  du grec α préfixe privatif et εκδοτος : non publié, inédit, est une particularité historique, un trait de mœurs ou de caractère, un détail secondaire de l’action, une petite histoire qui se raconte plaisamment et se retient aisément car  faisant appel aux sentiments : humour, horreur, etc. et la transmission orale est, en conséquence, aisée.

## Description
Ce mot a d’abord été utilisé, dans son sens étymologique originel, comme titre de recueils d’ouvrages publiés pour la première fois : tels sont les Anecdota græca de Muratori, de Bekker, etc., le Thesaurus anecdotorum de Mortara.
L’histoire remplie d’anecdotes pouvait être considérée comme acceptable du moment que l’écrivain n’affichait pas de prétention à l’histoire. Sainte-Beuve, qui peut figurer tant dans l’histoire que la critique littéraire s’est montré, dans ces deux genres, aussi anecdotier que Tallemant des Réaux dont il a pourtant dit « qu’il était né anecdotier, comme La Fontaine était né fablier ».
L’art de raconter une anecdote fait une grande partie du charme de la conversation. Le genre oratoire ne repousse pas non plus l’anecdote qui pique la curiosité et tient les esprits en suspens. La Fontaine a dit à propos d’un orateur athénien, réveillant son auditoire par un récit anecdotique que :
...Si Peau d'âne m’était conté,
J’y prendrais un plaisir extrême.
L’anecdote a également tenu, à une certaine époque, une grande place dans le journalisme littéraire. Durant le second Empire, lorsque la législation interdisait à la presse à traiter de politique[réf. nécessaire], celle-ci s’y est déguisée sous le nom de « Nouvelles à la main », de « Bruits du jour », de « Chronique », d’« Échos ». Le journalisme anecdotique a le plus de succès dans les contrées où les citoyens peuvent le moins participer à la chose publique.
Tout auteur qui désire faire preuve de rigueur intellectuelle doit trouver une source fiable pour étayer l’anecdote, par exemple le témoignage d’un chroniqueur de la cour pour vérifier l’authenticité d’un propos rapporté d’un grand seigneur. Les chroniques diffèrent surtout de l’histoire par la profusion des détails anecdotiques qui les font glisser dans un fastidieux potin volontiers relevé de scandale. L’historien ne doit ni prodiguer l’anecdote, ni la négliger. Bannir l’anecdote par un sentiment exagéré de la dignité de l’histoire, peut la contenir dans une généralité pompeuse, contraire à l’intelligence des hommes et des temps. Certaines anecdotes comme celle du vase de Soissons éclairent d’un jour très vif les mœurs et les institutions du passé, en apprend très long sur la constitution de l’ancienne société franque, et propose aujourd’hui de nombreuses pistes de réflexion à l’historien des temps mérovingiens.
Disciple de Montaigne, l'historien Prosper Mérimée s'intéressait davantage à l'histoire privée qu'à l'histoire publique et confia : « Je n’aime dans l’histoire que les anecdotes, et parmi les anecdotes je préfère celles où j’imagine trouver une peinture vraie des mœurs et des caractères à une époque donnée ». Cette préférence de certains esprits et de certaines époques pour l’anecdote a pourtant eu ses dangers et on peut citer, au nombre des historiens que l’abus des particularités a déconsidérés, Suétone que Voltaire appelait un « anecdotier très suspect ».
L’anecdote n’est pas sans rapport avec l’idée reçue, car elle ne privilégie pas particulièrement la vérité historique (peu de vérification) et est très souvent relatée, par exemple dans les cours d’histoire pour éveiller l’attention.

## Exemple
Le roi Henri IV, qui, pour accéder au pouvoir, devait se convertir au catholicisme, aurait déclaré : « Paris vaut bien une messe ».

## Dérivés
Il s’en est formé le terme « anecdotique », souvent péjoratif, qui signifie que ce dont on parle est mineur, sans grande importance, risible, inutile, et qu’il ne mérite pas d’être au côté du reste du récit.
Exemples : 
- La culture du sisal est désormais anecdotique au Mexique, pour signifier que la culture du sisal y est encore présente, mais de façon très minoritaire.
- Le chandelier a dans certaines religions un rôle important, notamment la menorah. De manière anecdotique, il est une des armes du crime à résoudre dans le jeu de société Cluedo.

Le terme a, par ailleurs, été repris en russe (Anekdot), désignant les blagues, souvent politiques, circulant oralement du temps de l’Union soviétique, et le terme étant resté après.

## Source
- Gustave Vapereau, Dictionnaire universel des littératures, Paris, Hachette, 1876, pages 97-98.